# Верхнє Свіязьке
Верхнє Свіязьке (рос. Верхнее Свияжское) — село в Кузоватовському районі Ульяновської області Російської Федерації.
Населення становить 13 осіб. Входить до складу муніципального утворення Коромисловське сільське поселення.

## Історія
Від 2004 року входить до складу муніципального утворення Коромисловське сільське поселення.

## Населення
| 2010 |
| ---- |
| 13   |